# Polydolopoidea
I polidolopoidi (Polydolopoidea) sono un gruppo di mammiferi marsupiali estinti, vissuti tra il Paleocene e l'Eocene in Sudamerica e in Antartide.

## Descrizione
Di piccole dimensioni, questi animali dovevano assomigliare ai roditori; sono conosciuti principalmente per i resti delle mandibole e per la caratteristica dentatura, nota come “plagiaulacoide”. L'apparato dentario era costituito da incisivi ingranditi, un diastema anteriore seguito da denti taglienti molto grandi; i molari, infine, erano piccoli e larghi.

## Classificazione
I polidolopoidi potrebbero essersi originati già nel Cretaceo superiore, anche se i più antichi resti fossili risalgono al Paleocene inferiore; Roberthoffstetteria, un enigmatico mammifero del Paleocene basale, è probabilmente già un polidolopoide. Un altro polidolopoide arcaico è Epidolops, e proviene da terreni del Paleocene superiore - Eocene inferiore; questa forma possedeva già la caratteristica dentatura dei successivi polidolopoidi. Il più primitivo è però Prepidolops dell'Eocene inferiore, probabilmente un sopravvissuto delle forme di transizione tra antenati didelfidi e polidolopoidi evoluti. Le caratteristiche “miste” della dentatura mostrano una notevole convergenza con alcuni primati omomiidi, vissuti nello stesso periodo nei continenti settentrionali. Le forme più specializzate sono Bonapartherium, dai grandi premolari, e la famiglia dei polidolopidi veri e propri (Polydolopidae), con i generi Polydolops, Eudolops  e Amphidolops. I polidolopoidi appartengono al grande gruppo dei paucitubercolati (Paucituberculata), un gruppo di mammiferi marsupiali che ebbe un notevole sviluppo nel corso del Cenozoico in Sudamerica, attualmente rappresentato da poche specie appartenenti alla famiglia dei cenolestidi (Caenolestidae).
- Superfamiglia: † Polydolopoidea
  - Famiglia: † Sillustaniidae
  - Famiglia: † Bonapartheriidae
  - Famiglia: † Prepidolopidae
  - Famiglia: † Polydolopidae

## Stile di vita
Le piccole dimensioni e la dentatura dei polidolopoidi fanno supporre che questi animali si nutrissero di frutta, che provvedevano a tagliare e sminuzzare con i grandi denti plagiaulacoidi. Alcuni resti di polidolopidi sono stati rinvenuti in Antartide, a indicare che nell'Eocene inferiore questa terra aveva un clima decisamente più mite di quello odierno.